# Carretera de Nebraska 103
La Carretera de Nebraska 103, y abreviada NE 103 (en inglés: Nebraska Highway 103) es una carretera estatal estadounidense ubicada en el estado de Nebraska. La carretera inicia en el Sur desde la Segmento del Sur NE 8  sur de Diller - Segmento del Norte NE 57  sur de Coleridge hacia el Norte en la Segmento del Sur NE 4  este de Plymouth - Segmento del Norte I 80  norte de Pleasant Dale. La carretera tiene una longitud de 81,4 km (50.61 mi).

## Mantenimiento
Al igual que las autopistas interestatales, y las rutas federales y el resto de carreteras estatales, la Carretera de Nebraska 103 es administrada y mantenida por el Departamento de Carreteras de Nebraska por sus siglas en inglés NDOR.

## Cruces
La Carretera de Nebraska 103 es atravesada principalmente en Segmento del Norte por la  NE 41  en Wilber
 NE 33  en Crete
 US 6  norte de Pleasant Dale.